# Enrique Romero
Enrique Fernández Romero (Jerez de la Frontera, 23 de Junho de 1971) é um ex-futebolista espanhol. atuava no lado esquerdo, como defensor.

## Carreira
Atuou na Copa do Mundo de 2002, e fez parte da geração campeã do Deportivo La Coruña

## Títulos

### Deportivo La Coruña
- 2000 Primera Division
- 2002 Copa del Rey
- 2002 Supercopa da Espanha